# Saint-Amand-le-Petit

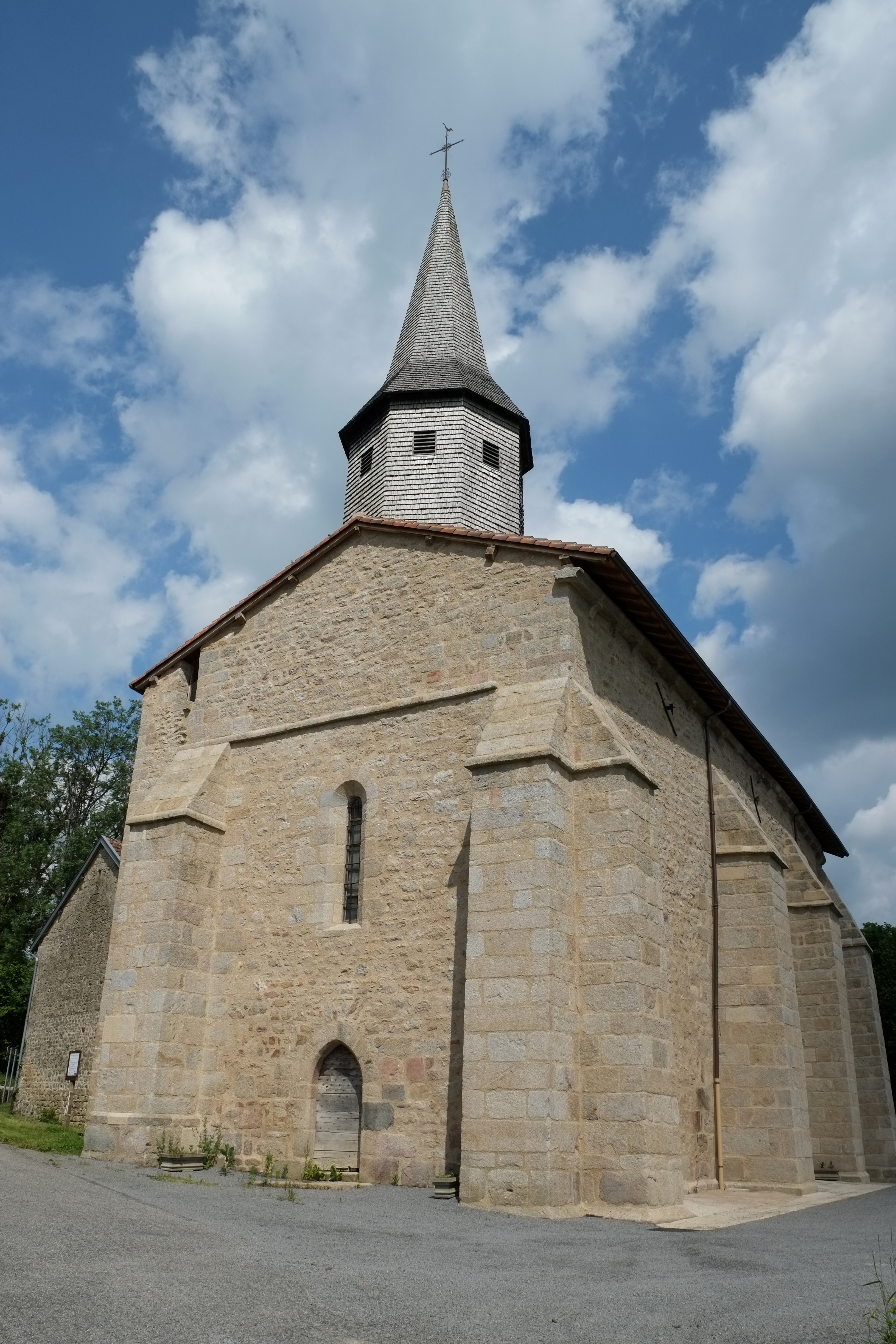
Zabytkowy Kościół św. Amanda (2013)

Saint-Amand-le-Petit – miejscowość i gmina we Francji, w regionie Nowa Akwitania, w departamencie Haute-Vienne.
Według danych na rok 1990 gminę zamieszkiwało 150 osób, a gęstość zaludnienia wynosiła 10 osób/km² (wśród 747 gmin Limousin Saint-Amand-le-Petit plasuje się na 472. miejscu pod względem liczby ludności, natomiast pod względem powierzchni na miejscu 445.).

## Populacja

Populacja Saint-Amand-le-Petit w latach 1962–2008